# Turia
De Turia (Valenciaans: Riu Túria; Spaans: Río Turia) is een rivier in Spanje met een lengte van 280 km.
De rivier ontspringt in de provincie Teruel in Aragón, stroomt vervolgens door de provincie Valencia en mondt bij de stad Valencia uit in de Middellandse Zee.
Na een ernstige overstroming in 1957, die bijzonder veel schade aanrichtte, werd besloten de loop van de rivier te verleggen in zuidelijke richting, waardoor ze langs de rand van Valencia loopt in plaats van door het centrum. Na aanvankelijke plannen om van de oude rivierbedding een autoweg dwars door de stad te maken, werd besloten van het gebied een langgerekt park te maken, de Turia Tuinen (Jardí del Túria/Jardín del Turia), dat een gebied vormt met plantsoenen, speelplaatsen en culturele centra, waaronder de Stad van kunsten en wetenschappen Ciutat de les Arts i les Ciències.